# Жерновка (Ровненская область)
Жерновка (укр. Жорнівка) — село в Великомежиричской сельской общине Ровненского района Ровненской области Украины.
До 2020 года входило в Корецкий район.
Население по переписи 2001 года составляло 215 человек. Почтовый индекс — 34721. Телефонный код — 3651.